# Awaken, My Love!
 (juillet 2018).
Albums de Childish Gambino
STN MTN / Kauai
(2014) Summer Pack
(2018)
Awaken, My Love! est le troisième album du rappeur américain Donald Glover, sous son nom de scène Childish Gambino, publié le 2 décembre 2016 sous le label Glassnote.

## Description
L'album puise des inspirations de différents genres tel la funk, la soul, ou le R&B, différentes du style de ses premiers albums et mixtapes, qui arboraient un style hip hop. L'album est produit par Donald Glover ainsi que son collaborateur de longue date, Ludwig Göransson.
Awaken, My Love! reçoit des critiques globalement positives des critiques et atteint la cinquième place du Billboard 200. Il atteint également la deuxième place du classement américain Top R&B/Hip-Hop Albums. Trois singles issus de l'album sortent, Me and Your Mama, Redbone et Terrified.
L'album est nommé aux Grammy Awards pour le Grammy Award de l'album de l'année et le Meilleur album urbain contemporain à la 60e cérémonie des Grammy Awards. Le single Redbone a également été nommé pour l'Enregistrement de l'Année, Meilleure Chanson R&B et a remporté le Grammy Award de la meilleure prestation vocale R&B traditionnel.